# Авогадро (Мачерата)
Авогадро (итал. Avogadro) насеље је у Италији у округу Мачерата, региону Марке.
Према процени из 2011. у насељу је живело 7 становника. Насеље се налази на надморској висини од 30 м.